# Самович, Бронислав Викторович
Бронислав Викторович Самович (14 апреля 1943 — 14 апреля 2022) — советский хоккеист, вратарь, тренер. Мастер спорта СССР, заслуженный тренер УССР.

## Биография
Воспитанник рижского «Динамо» — «Даугавы», в составе команды стал лучшим вратарём молодежного чемпионата СССР 1963 года страны и в рамках прохождения армейской службы был призван в ЦСКА. Играл за клуб в товарищеских матчах, был в запасе на играх чемпионата, но официальных встреч не провёл; выступал за СКА Калинин. В 1966 году, после окончания службы, Самовича в воскресенский «Химик» приглашал Николай Эпштейн, но он решил вернуться в «Даугаву». Рассчитывавшего на Самовича старшего тренера Юрия Антонова сменил чех Станислав Мотл, и вратарь провёл в первенстве 2 группы класса «А» только 8 матчей.
В сезонах 1967/68 — 1970/71 выступал за московский «Локомотив», в составе которого стал двукратным победителем Кубка Шпенглера. Вытеснил с места первого номера Евгения Епихина, который в 1970 году перешёл в «Кристалл» Саратов. В 1971 году Самович был обменян на Епихина в «Кристалл» из первой лиги. После первого сезона в команде у Самовича пошли травмы, и в сезоне 1974/75, когда «Кристалл» играл в высшей лиге, он провёл только четыре матча. По приглашению тренера Евгения Флейшера перешёл в ижевскую «Ижсталь», но его сменил Владимир Голев, который предложил стать его помощником.
С 1978 года в течение почти 20 лет работал тренером-селекционером киевского «Сокола».
Скончался в 2022 году.